# Mikrocirkulation
|  | Denne artikel er oprettet af botten Steenthbot ud fra en ekstern database. Den kan derfor have sproglige fejl eller mangler. Denne skabelon kan fjernes efter kontrol af indholdet. |

[Mikrocirkulation] er en dansk undervisningsfilm fra 1979.